# جبل كينابالو

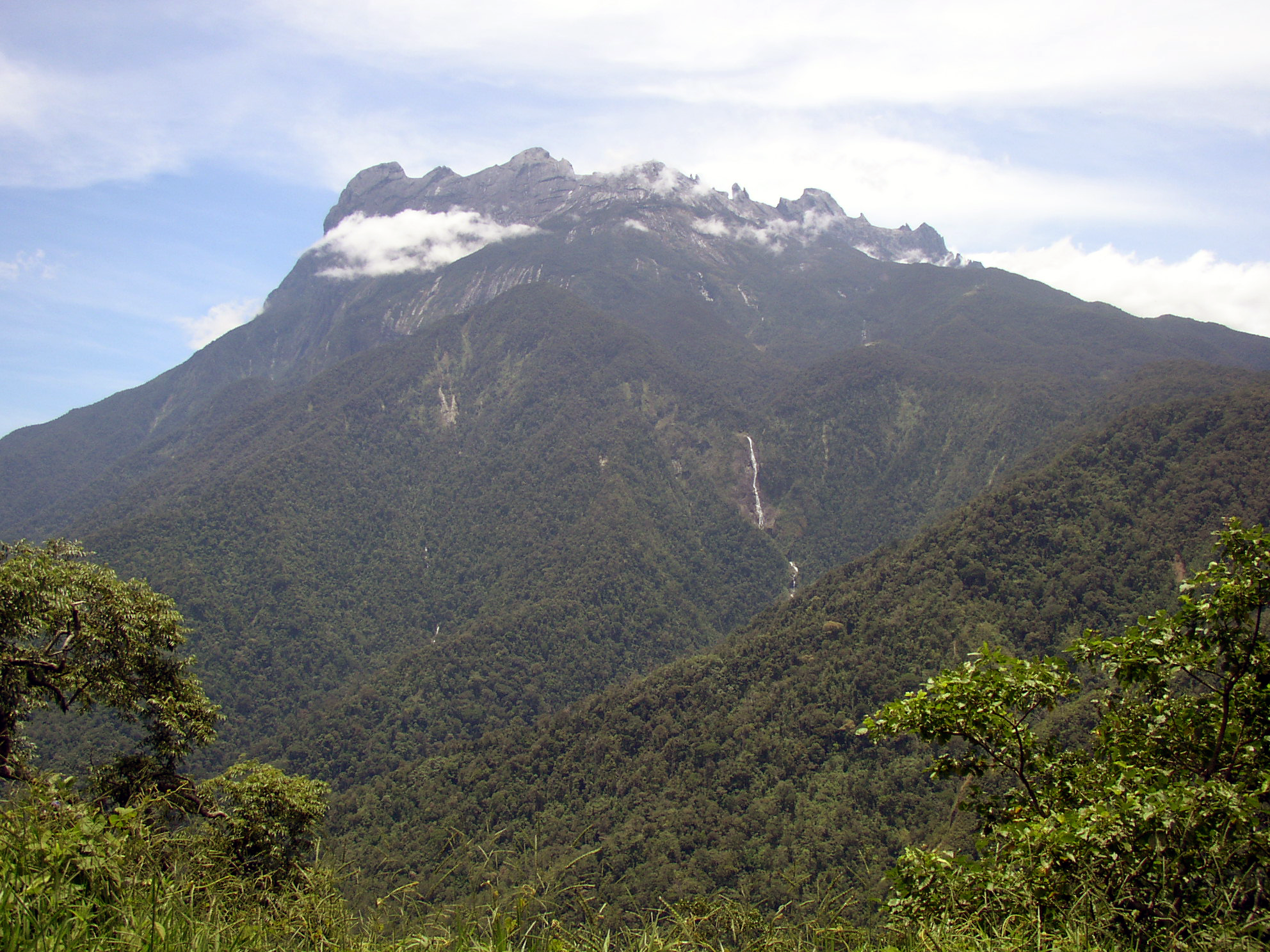

جبل كينابالو ((بالإنجليزية: Mount Kinabalu)‏) هو جبل شهير يقع في جزيرة بورنيو جنوب شرق آسيا، وهو يتبع ولاية صباح الماليزية. يبلغ ارتفاعه 4,095 متر (13,435 قدم) عن سطح البحر.